# Bugsy Malone (travhäst)
Bugsy Malone, född 6 november 2011, är en fransk varmblodig travhäst som tränades av Philippe Allaire och kördes av Yoann Lebourgeois eller Franck Nivard.
Han började tävla i januari 2014 och inledde med en seger. Han sprang under sin karriär in 1,1 miljoner euro på 79 starter, varav 34 segrar, 8 andraplatser och 9 tredjeplatser. Karriärens största seger kom i Grand Prix du Sud-Ouest (2020).
Bugys Malone har även segrat i Prix de Mirande (2016), Prix de Verdun (2016), Prix des Hetres (2016), Prix de Provence (2016), Grand Prix Angers Loire Metropole (2018, 2021), Prix de La Ville de Caen (2019, 2020). Han har även kommit på andraplats i Prix Emile Beziere (2016), Grand Prix Angers Loire Metropole (2019), Grand Prix du Conseil Municipal (2020) och på tredjeplats i Prix Reynolds (2018), Prix de l'ile d'Oleron (2018), Prix des Ducs de Normandie (2019), Grand Prix Anjou-Maine (2019, 2020) och Prix de La Ville de Caen (2021).

## Statistik
| Statistik för Bugsy Malone (Ref.) | Statistik för Bugsy Malone (Ref.) | Statistik för Bugsy Malone (Ref.) | Statistik för Bugsy Malone (Ref.) | Statistik för Bugsy Malone (Ref.) | Statistik för Bugsy Malone (Ref.) |
| --------------------------------- | --------------------------------- | --------------------------------- | --------------------------------- | --------------------------------- | --------------------------------- |
| Starter                           | Placeringar                       | Startprissumma                    | Segerprocent                      | Platsprocent                      | Rekord                            |
| 79                                | 34-8-9                            | 1 142 380 euro                    | 43 %                              | 65 %                              | 1.11,0ak,                         |

### Större segrar
| År   | Lopp                    | Kusk              | Vinstbelopp | Grupp   |
| ---- | ----------------------- | ----------------- | ----------- | ------- |
| 2016 | Prix de Verdun          | Yoann Lebourgeois | 45 000 EUR  | Grupp 3 |
| 2020 | Grand Prix du Sud-Ouest | Yoann Lebourgeois | 81 000 EUR  | Grupp 2 |